# كارد (فرقة)
كارد (الكورية: 카드) عبارة عن فرقة موسيقية مختلطة من بنات وذكور من كوريا الجنوبية تشكلت تحت وكالة دي اس بي ميديا في عام 2016. وتتكون المجموعة من أربعة أعضاء: جي. سايف، بي. أم، سومين وجيوو.
معنى اسم «كارد» بطاقة لكل عضو من الفرقة، وكل الأعضاء لديهم احرف خاصة ومع تمثيلة للحرف بي ام بطاقته كينڨ ويمثل حرف K من KARD وجيسف بطاقته ايس ويمثل حرف A من KARD وسومين اسم بطاقتها بلاك جوكر تمثل حرف R من KARD وJ جيوو اسم بطاقتها الجوكر الملون تمثل حرف R من KARD مع سومين أيضا والحرف D من KARD هم معجبين الفرقة هيدين كارد.
أغنية الترسيم HOLA HOLA
تاريخ الترسيم 2017/7/19
أول ظهور لهم ب أغنية OH NANA بتاريخ 2016/12/13 وتحظى الفرقة العديد من المعجبين خارج كوريا (العرب)

## وصلات خارجية
- كارد (فرقة) على موقع ميوزك برينز (الإنجليزية)
- كارد (فرقة) على موقع ديسكوغز (الإنجليزية)